# Шкрбина
Шкрбина (словен. Škrbina, итал. Scherbina) је насељено место у општини Комен, Обално-крашка регија, Словенија.

## Историја
До територијалне реорганизације у Словенији била је у саставу старе општине Сежана.

## Становништво
У попису становништва из 2011. године, Шкрбина је имала 142 становника.
| Број становника према пописима | Број становника према пописима | Број становника према пописима |
| ------------------------------ | ------------------------------ | ------------------------------ |
| 1991                           | 2002                           | 2011                           |
| 155                            | 147                            | 142                            |